# Les Cendres de Gramsci

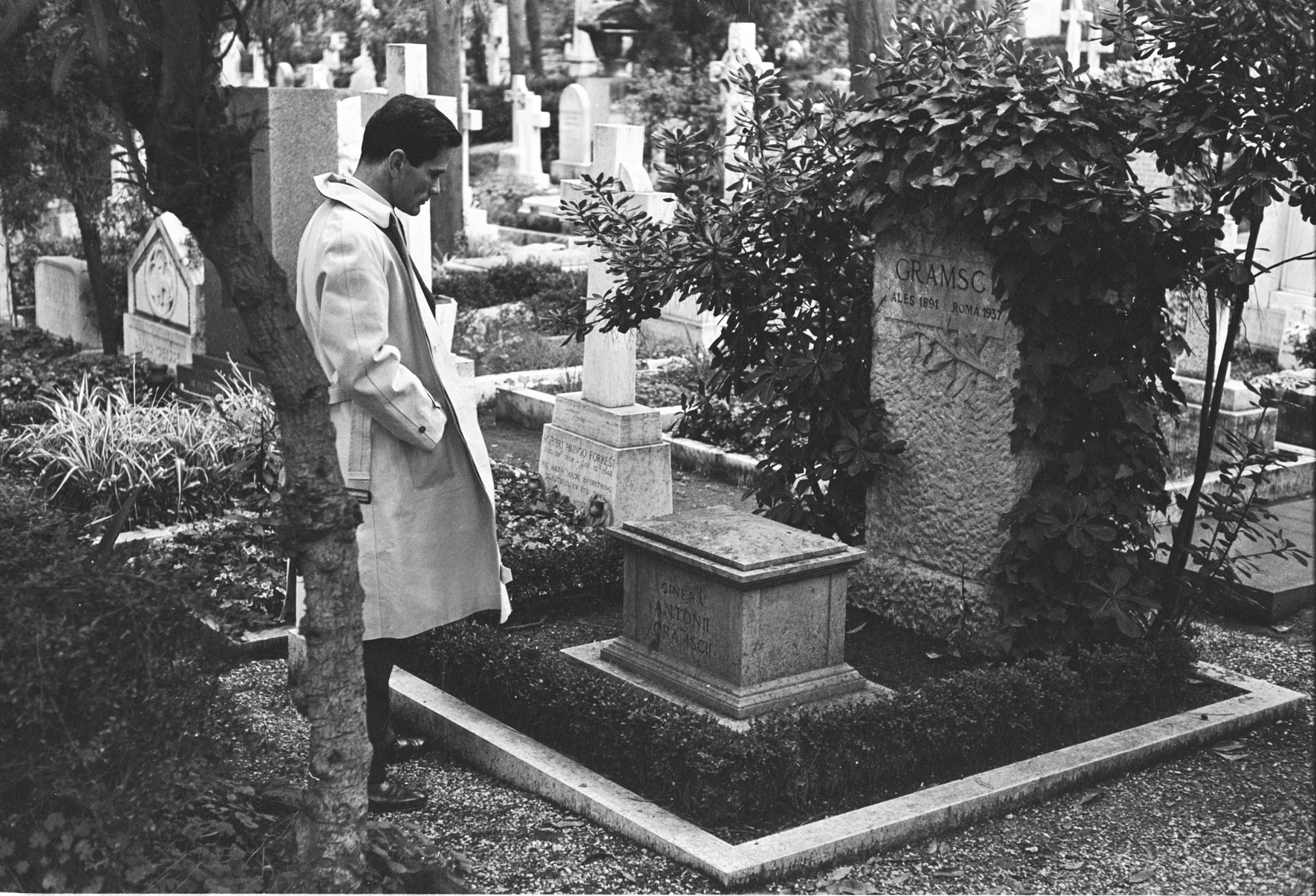
Pier Paolo Pasolini devant la tombe d'Antonio Gramsci.

Les Cendres de Gramsci (titre original en italien : Le ceneri di Gramsci) est un recueil de poèmes en italien de Pier Paolo Pasolini publié aux éditions Garzanti en 1957 et lauréat du prix Viareggio (ex æquo avec Le Baron perché d'Italo Calvino). Le titre est emprunté à un poème imaginé devant la tombe d'Antonio Gramsci au cimetière non-catholique de Rome. 
Le volume, qui porte en sous-titre Poemetti (petits poèmes), rassemble onze poèmes déjà publiés dans des revues ou en plaquettes entre 1951 et 1956. Une traduction française en est intégrée au recueil Pier Paolo Pasolini, poésies (1953-1964) paru en 1980 aux éditions Gallimard et reprise dans le recueil Pier Paolo Pasolini, poésies (1943-1970) paru en 1990 chez le même éditeur.

## Style
La langue poétique du recueil Les Cendres de Gramsci tend à la prose et à l'essai, bien que le lyrisme soit présent.
La métrique est antérieure aux innovations du XXe siècle et rappelle parfois Dante Alighieri et plus souvent Giovanni Pascoli.

## Poèmes
1. L'Appennino (L'Appenin) est daté de 1951. Il apparaît pour la première fois dans la revue littéraire Paragone (it) en décembre 1952.
 Dans un itinéraire géographique, culturel, historique et anthropologique où domine poétiquement la lueur blanche de la Lune, et au centre intellectuel duquel se trouve le tombeau d'Ilaria del Carretto, l'auteur parcourt toute l'Italie du centre et du sud, de Lucques à Naples.
2. Il canto popolare (Le Chant populaire) est daté de 1952-53. Il a été publié en 1954 sous forme de plaquette.
 Le peuple, qui participe par « expérience magique » à l'Histoire, exprime sa force dans le chant. Le poème se termine par une allocution à un jeune qui chante une chanson populaire de façon insouciante sur les berges de l'Aniene, le pessimisme étant compensé par la « force » et le « bonheur » du jeune prolétaire.
3. Picasso est apparu dans Botteghe Oscure en 1953.
 Ce poème a pour cadre la Galerie nationale d'art moderne et contemporain de Rome, où se trouve une exposition consacrée à Pablo Picasso. L'auteur relève dans sa peinture une « erreur » par l'absence dans celle-ci du peuple et de son bourdonnement. Ces vers contiennent donc une polémique implicite contre la position de Picasso dans l'establishment communiste comme un artiste représentant de l'idéologie marxiste.
4. Comizio (Manifestation) est apparu dans Botteghe Oscure en septembre 1954 sous le titre Notte in Piazza di Spagna (Nuit sur la Place d'Espagne).
 Le poète se retrouve par hasard à assister à une manifestation du MSI néo-fasciste caractérisée par une « triste obscurité » tandis que le peuple, qui est sain, révèle une « obscure joie ». Le monde fasciste est décrit comme faible, précocement vieux et vil. Les derniers tercets sont consacrés au frère de Pasolini, Guido, partisan mort précocement lors du Massacre de Porzûs, revu au milieu de cette foule énorme comme un Christ difforme au milieu des monstres d'un tableau de Hieronymus Bosch.
5. L'umile Italia (L'Humble Italie) a été publié en avril 1954 dans Paragone (it).
 Il oppose l'obscure tristesse de la région de l'Agro romano à la luminosité limpide du nord. Le nord, représenté par les hirondelles, est pur et humble tandis que le sud est « sale et splendide ».
6. Quadri friulani (Tableaux frioulans) a été publié dans Officina (it) en juillet 1955 sous le titre I campi del Friuli (Les Champs du Frioul) et est dédié un ami peintre de Pasolini, Giuseppe Zigàina.
 Les souvenirs de l'adolescence reviennent avec le paysage frioulan et le peuple de journaliers en habits de fête.
7. Le ceneri di Gramsci (Les Cendres de Gramsci), qui donne son titre au recueil, est daté de 1954 et publié dans le numéro 17-18 de Nuovi Argomenti de novembre-février 1955-56.
 L'incipit Non è di maggio questa impura aria (« Cet air impur n'est pas de mai ») ouvre le poème sur un printemps romain obscur et sale. Le poète, qui converse avec la tombe d'Antonio Gramsci, dit que le « mai italien » où le jeune Gramsci définissait les contours de « l'idéal qui illumine » est loin et qu'aujourd'hui tout est ennui et silence. Pasolini déclare sa position d'intellectuel inclassable à la fois désireux de s'identifier avec le prolétariat et d'être différent. Le poème fait un détour par le poète anglais Shelley puis reprend le dialogue avec Gramsci, où le poète confesse être séduit par le sexe, la lumière et la joie italiennes. La fin du poème décrit la soirée romaine du quartier Testaccio où les garçons jouent, heureux, hors de l'Histoire.
8. Recít (Récit) a été publié en 1956 dans Botteghe Oscure.
 Le poète prend pour point de départ l'accusation d'obscénité qui lui a été faite pour son roman Les Ragazzi. Nous sommes encore dans un quartier romain, Monteverde Vecchio et le poète entend les menaces de ses persécuteurs « obsédés sordidement contre celui qui trahit parce qu'il est différent », mais n'est pas capable de haine, « presque reconnaissant au monde pour son mal, celui d'être différent ».
9. Il pianto della scavatrice (La plainte du bulldozer) est apparu en 1957 dans Il Contemporaneo.
 Pasolini se souvient des premiers temps de son exil, après avoir fui le Frioul après avoir été condamné avec sursis pour attentat à la pudeur, regrettant ces moments. Suit la plainte d'un bulldozer, symbole des quartiers qui disparaissent et d'un monde qui change.
10. La posizione (La position) a été publié en novembre 1956 dans Officina (it). Cette polémique en vers réplique à l'article de Il Contemporaneo en juin 1956 qui lui-même contre-attaque un article de Pasolini, La posizione, dans lequel il critiquait la dureté des intellectuels communistes.
 La toile de fond est une Festa de l'Unità, équivalent italien de la Fête de l'Humanité. Le poète s'adresse aux communistes en les accusant de la « brutalité de la prudence », de manque de passion, d'incapacité à servir le peuple.
11. La Terra di Lavoro (La Terre de labeur) porte la date de 1956 et est sorti dans Nuovi Argomenti en 1957.
 Pasolini décrit un train bondé de banlieusards faisant la navette, seuls, qui ont pour ennemi leur patron, mais également leurs camarades qui prétendent lutter pour « une foi qui est à présent négation de la foi ».

## Adaptations
- Giovanna Marini a composé une musique pour accompagner Les Cendres de Gramsci, publiée en 2006.